# Bacus (Leonardo da Vinci)
Bacus (en italià, Bacco) és un quadre sovint atribuït al pintor renaixentista italià Leonardo da Vinci. Està pintat a l'oli sobre taula, transferit a llenç; mesura 177 cm d'alt i 115 cm d'amplada i data del període 1510-1515. Es conserva al Museu del Louvre de París.
Alguns autors han afirmat que la pintura va poder ser obra de Cesare da Sesto, Cesare Bernazzano, Francesco Melzi o un "pintor llombard". El fons no sembla típic de l'obra de Leonardo i per això dona lloc a especulacions sobre la seva autoria. Actualment, es considera que és un quadre heretat per Salai, documentat el 1625 a Fontainebleau i el 1695 en les col·leccions reials franceses.

## Anàlisi
L'obra se centra en un personatge assegut, la mà dreta del qual, amb el braç doblegat sobre el pit, assenyala cap a la dreta mentre que l'esquerra assenyala cap avall. És un jove pràcticament nu d'aspecte androgin. Està col·locat en una ambientació naturalista i suposa una tornada al tema de la figura clàssica. La figura humana té un modelatge suau aconseguit per l'esfumat.
No se sap amb certesa si Leonardo va pintar Joan el Baptista al desert o el déu romà del vi i l'embriaguesa, Bacus. En la col·lecció del rei Francesc I apareixia com Sant Joan al desert. Per a ser Joan el Baptista, no té a la mà el bastó crucífer típic de la iconografia clàssica i sí el que sembla un tirs. Malgrat tot, l'absència d'aquest símbol, al costat de la posició de les mans, podria indicar que, sense la creu, estàs condemnat a l'infern, que seria a on està assenyalant amb la mà esquerra. El fons del paisatge, a més a més, no és pròpiament un desert, ja que apareix vegetació.
Segons part de la crítica, originàriament es representava sant Joan al desert, amb els seus atributs típics, i solament posteriorment, entre 1683 i 1695, se li van afegir la corona de pàmpols, la pell de pantera i el carràs de raïm, atributs de Bacus. Cap d'aquests atributs bàquics apareixen en dues còpies conegudes de l'obra: l'una de Cesare da Sesto i una altra a l'església de Sant Eustorgi de Milà; i sí que apareixen, tanmateix, en una derivació pintada per Andrea del Sarto i que es conserva a Worcester.